# Золотые перчатки
Золотые перчатки (англ. Golden Gloves) — ежегодный турнир по любительскому боксу, проводимый в США.

## История
Название «Золотые перчатки» возникло в 1923 году. Спортивный редактор из Чикаго, Арч Уорд, создал турнир по любительскому боксу. Победителям турнира вручалась маленькая золотая перчатка, символ чемпионата. Первый турнир прошёл в том же году на «Чикаго Стэдиум» и был организован «Chicago Tribune». В 1928 году турнир провели «Chicago Tribune» и «Daily News». Турнир становился всё популярнее. Со временем, к соревнованию подключались и другие города. С 1962 года турнир является общенациональным. На сегодняшний день, это самый престижный турнир по любительскому боксу, проходящий на территории США.
В турнире может принять участие любой боксёр-любитель из США в возрасте от 16 лет. Каждый год выбирается новое место проведения чемпионата.

## Франшиза
- «Золотые перчатки» (Буффало)
- «Золотые перчатки» (Калифорния)
- «Золотые перчатки» (Чикаго)
- «Золотые перчатки» (Цинциннати)
- «Золотые перчатки» (Кливленд)
- «Золотые перчатки» (Колорадо—Нью-Мексико)
- «Золотые перчатки» (Детройт)
- «Золотые перчатки» (Флорида)
- «Золотые перчатки» (Гавайи)
- «Золотые перчатки» (Индиана)
- «Золотые перчатки» (Айова)
- «Золотые перчатки» (Канзас-Сити)
- «Золотые перчатки» (Канзас—Оклахома)
- «Золотые перчатки» (Ноксвилл)
- «Золотые перчатки» (Мичиган)
- «Золотые перчатки» (Средний Юг)
- «Золотые перчатки» (Невада)
- «Золотые перчатки» (Новая Англия)
- «Золотые перчатки» (Нью-Джерси)
- «Золотые перчатки» (Нью-Йоркская агломерация)
- «Золотые перчатки» (Омаха)
- «Золотые перчатки» (Пенсильвания)
- «Золотые перчатки» (Скалистые горы)
- «Золотые перчатки» (Сент-Луис)
- «Золотые перчатки» (Техас)
- «Золотые перчатки» (Толедо)
- «Золотые перчатки» (Три штата)
- «Золотые перчатки» (Верхний Средний Запад)
- «Золотые перчатки» (Вашингтон)
- «Золотые перчатки» (Висконсин)

## Победители
Список победителей турнира в различных весовых категориях.

### Первый наилегчайший вес
В 1975—2009 годах лимит составлял 106 фунтов (48 кг). С 2010 года — 108 фунтов (49 кг).
- 1975: Клоделл Адкинс (Сент-Луис).
- 1976: Луис Кёртис (Вашингтон).
- 1977: Не оспаривался
- 1978: Ричард Сандоваль (Невада).
- 1979: Ричард Сандоваль (Невада).
- 1980: Стив Маккрори (Детройт).
- 1981: Джесси Бенавидес[англ.] (Техас).
- 1982: Хосе Росарио (Пенсильвания).
- 1983: Джонни Тапиа (Нью-Мексико).
- 1984: Исраэль Акоста (Висконсин).
- 1985: Артур Джонсон[англ.] (Сент-Луис).
- 1986: Майкл Карбахаль (Невада).
- 1987: Эрик Гриффин (Луизиана).
- 1988: Марк Джонсон (Вашингтон).
- 1989: Эрик Гриффин (Техас).
- 1990: Расселл Робертс (Луизиана).
- 1991: Дэн Дэвис (Пенсильвания).
- 1992: Джеймс Харрис (Вашингтон).
- 1993: Флойд Мейвезер-младший (Мичиган).
- 1994: Эрик Морель (Милуоки).
- 1995: Хоакин Гальярдо[англ.] (Южная Калифорния).
- 1996: Джеральд Такер (Цинциннати).
- 1997: Серхио Эспиноса (Южная Калифорния).
- 1998: Брэдли Мартинес (Колорадо).
- 1999: Брайан Вилория (Висконсин).
- 2000: Рон Сайлер (Цинциннати).
- 2001: Аарон Алафа[англ.] (Калифорния).
- 2002: Районта Уайтфилд (Ноксвилл).
- 2003: Аустреберто Хуарес (Калифорния).
- 2004: Исраэль Креспо[англ.] (Пенсильвания).
- 2005: Роберто Серон (Ноксвилл).
- 2006: Луис Янес[англ.] (Техас).
- 2007: Луис Янес[англ.] (Техас).
- 2008: Луи Бёрд (Колорадо—Нью-Мексико).
- 2009: Мигель Картахена[англ.] (Пенсильвания).
- 2010: Луи Бёрд (Колорадо—Нью-Мексико).
- 2011: Сантос Васкес (Невада).
- 2012: Лерой Давила (Нью-Джерси).
- 2013: Нико Эрнандес (Канзас—Оклахома).
- 2014: Кристиан Карто (Пенсильвания).
- 2015: Пабло Рамирес (Техас).
- 2016: Пабло Рамирес (Техас).
- 2017: Анхель Мартинес (Иллинойс).
- 2018: Тимоти Джарман (Сент-Луис).
- 2019: Энтони Джонс[англ.] (Нью-Джерси).
- 2021: Андрес Перес (Техас).

### Наилегчайший вес
В 1928—2009 годах лимит составлял 112 фунтов (51 кг). С 2010 года — 114 фунтов (52 кг). С 2022 года — 112 фунтов (51 кг).
- 1928: Джимми Чейз (Чикаго).
- 1929: Джимми Чейз (Чикаго).
- 1930: Джо Эспиноса (Чикаго).
- 1931: Лео Родак[англ.] (Чикаго).
- 1932: Альберт Сукап (Чикаго).
- 1933: Джонни Бальтцер (Дэвенпорт).
- 1934: Джесси Левелс (Кливленд).
- 1935: Пэтси Урсо (Детройт).
- 1936: Джеки Уилсон[англ.] (Кливленд).
- 1937: Джимми Урсо (Детройт).
- 1938: Кенни Лоттман (Пеория).
- 1939: Вик Саккола (Детройт).
- 1940: Гарольд Дейд[англ.] (Чикаго).
- 1941: Гарольд Дейд[англ.] (Чикаго).
- 1942: Генри Ульрих (Айова).
- 1943: Барри Дарби (Оклахома-Сити).
- 1944: Том Нейт (Индиана).
- 1945: Джеки Бойд (Чикаго).
- 1946: Кит Натталл (Канзас-Сити).
- 1947: Роберт Холлидей (Цинциннати).
- 1948: Роберт Холлидей (Цинциннати).
- 1949: Артур Браун (Канзас-Сити).
- 1950: Натан Брукс (Кливленд).
- 1951: Пэт Райли (Техас).
- 1952: Кеннет Райт (Индиана).
- 1953: Пит Мелендес (Техас).
- 1954: Бернард Дин (Сент-Луис).
- 1955: Томми Рейнольдс (Сент-Луис).
- 1956: Пит Мелендес (Техас).
- 1957: Джимми Джексон (Миннесота).
- 1958: Хиль Янес (Толедо).
- 1959: Хиль Янес (Толедо).
- 1960: Умберто Баррера (Техас).
- 1961: Чико Маркес (Техас).
- 1962: Рэй Джутрас (Массачусетс).
- 1963: Фредди Гарсия (Колорадо—Нью-Мексико).
- 1964: Донни Бродвей (Теннесси).
- 1965: Роланд Миллер (Миннесота).
- 1966: Ник Приола (Луизиана).
- 1967: Роланд Миллер (Миннесота).
- 1968: Руди Барриентос (Техас).
- 1969: Тони Морено (Техас).
- 1970: Тони Морено (Техас).
- 1971: Джеймс Мартинес (Техас).
- 1972: Грег Льюис (Цинциннати).
- 1973: Мигель Айяла[англ.] (Техас).
- 1974: Грег Ричардсон[англ.] (Кливленд).
- 1975: Лео Рендольф (Скалистые горы).
- 1976: Хулио Родригес (Гавайи).
- 1977: Орландо Мальдонадо (Флорида).
- 1978: Уильям Джонсон (Вашингтон).
- 1979: Джером Коффи[англ.] (Ноксвилл).
- 1980: Джером Коффи[англ.] (Ноксвилл).
- 1981: Ронни Рентц (Нью-Мексико).
- 1982: Джесси Бенавидес[англ.] (Техас).
- 1983: Тодд Хикман (Кливленд).
- 1984: Лес Фабри (Невада).
- 1985: Джонни Тапиа (Нью-Мексико).
- 1986: Энтони Уилсон[англ.] (Вашингтон).
- 1987: Карл Дэниелс[англ.] (Сент-Луис).
- 1988: Джесси Медина (Скалистые горы).
- 1989: Сандтаннер Льюис (Флорида).
- 1990: Тим Остин (Цинциннати).
- 1991: Тим Остин (Цинциннати).
- 1992: Аристид Клейтон-младший (Луизиана).
- 1993: Карлос Наварро (Калифорния).
- 1994: Флойд Мейвезер-младший (Мичиган).
- 1995: Келли Райт (Сент-Луис).
- 1996: Луис Перес[англ.] (Чикаго).
- 1997: Роберто Бенитес[англ.] (Висконсин).
- 1998: Джеральд Такер (Цинциннати).
- 1999: Роберто Бенитес[англ.] (Висконсин).
- 2000: Рашим Джефферсон (Пенсильвания).
- 2001: Франсиско Родригес[англ.] (Чикаго).
- 2002: Рон Сайлер (Цинциннати).
- 2003: Рон Сайлер (Цинциннати).
- 2004: Теон Кеннеди[англ.] (Пенсильвания).
- 2005: Барри Деннис (Сент-Луис).
- 2006: Аарон Алафа[англ.] (Калифорния).
- 2007: Аарон Алафа[англ.] (Калифорния).
- 2008: Хорхе Абиаге (Новая Англия).
- 2009: Луи Бёрд (Колорадо—Нью-Мексико).
- 2010: Роши Уоррен (Цинциннати).
- 2011: Луи Бёрд (Колорадо—Нью-Мексико).
- 2012: Шон Симпсон (Чикаго).
- 2013: Стивен Фултон-младший (Пенсильвания).
- 2014: Антонио Варгас (Флорида).
- 2015: Антонио Варгас (Флорида).
- 2016: Диего Альварес (Юта).
- 2017: Дерри Нобл (Калифорния).
- 2018: Сауль Кано (Чикаго).
- 2019: Абрахам Перес (Колорадо—Нью-Мексико).
- 2021: Фиго Рамирес (Техас).
- 2022: Аарон Гарсия.
- 2023: Алекс Эспиноса (Техас).
- 2024: Диего Авилес (Калифорния).

### Легчайший вес
В 1928—1967 годах лимит составлял 118 фунтов (54 кг). В 1967—2009 годах — 119 фунтов (54 кг).
- 1928: Джонни Барнс.
- 1929: Гарри Гарбелл (Чикаго).
- 1930: Пол Леберто (Чикаго).
- 1931: Ник Скайалаба (Чикаго).
- 1932: Лео Родак[англ.] (Чикаго).
- 1933: Джон Гитнер (Чикаго).
- 1934: Трой Беллини (Кливленд).
- 1935: Джонни Браун (Чикаго).
- 1936: Джонни Браун (Чикаго).
- 1937: Фрэнк Кейрат (Чикаго).
- 1938: Фрэнк Кейрат (Чикаго).
- 1939: Честер Эллис (Канзас-Сити).
- 1940: Дик Менчака[англ.] (Техас).
- 1941: Дик Менчака[англ.] (Техас).
- 1942: Джек Гривз (Миннеаполис).
- 1943: Эрл О’Нил (Оклахома-Сити).
- 1944: Клейтон Джонсон (Айова).
- 1945: Боб Джарвис (Канзас-Сити).
- 1946: Эдди Деймс (Сент-Луис).
- 1947: Роберт Белл (Кливленд).
- 1948: Мел Барбер (Айова).
- 1949: Джек МакКенн (Оклахома-Сити).
- 1950: Альберт Крус (Калифорния).
- 1951: Натан Брукс (Кливленд).
- 1952: Джим Хеирстон (Канзас-Сити).
- 1953: Дик Мартинес (Чикаго).
- 1954: Альфредо Эскобар (Чикаго).
- 1955: Дональд Эддингтон (Сент-Луис).
- 1956: Винс Дониеро (Толедо).
- 1957: Томми Рейнольдс (Канзас-Сити).
- 1958: Хильберт Хиггинботам (Луизиана).
- 1959: Пэт Мур (Висконсин).
- 1960: Пит Спанакос[англ.] (Калифорния).
- 1961: Оскар Герман (Мичиган).
- 1962: Джеймс Мун (Кливленд).
- 1963: Эмануэль Стюард (Детройт).
- 1964: Мануэль Наварро (Техас).
- 1965: Мел Миллер (Монтана).
- 1966: Джон Норт (Цинциннати).
- 1967: Эрл Лардж (Нью-Мексико).
- 1968: Эрл Лардж (Нью-Мексико).
- 1969: Оливер Джеймс (Канзас-Сити).
- 1970: Дэйв Кибби (Калифорния).
- 1971: Джонни Морено (Техас).
- 1972: Рэй Терагуд (Нью-Мексико).
- 1973: Джеймс Мартинес (Техас).
- 1974: Дэн Эрмосильо (Скалистые горы).
- 1975: Мигель Айяла[англ.] (Техас).
- 1976: Бернард Тейлор[англ.] (Ноксвилл).
- 1977: Уэйн Линамн (Чикаго).
- 1978: Джеки Бирд[англ.] (Ноксвилл).
- 1979: Кенни Бейсмор[англ.] (Вашингтон).
- 1980: Майрон Тейлор (Пенсильвания).
- 1981: Стив Крус-младший[англ.] (Техас).
- 1982: Мелдрик Тейлор (Пенсильвания).
- 1983: Джесси Бенавидес[англ.] (Техас).
- 1984: Роберт Шеннон[англ.] (Невада).
- 1985: Юджин Спид (Вашингтон).
- 1986: Фернандо Родригес[англ.] (Пенсильвания).
- 1987: Фернандо Родригес[англ.] (Пенсильвания).
- 1988: Серхио Рейес (Техас).
- 1989: Джон Уэст (Ноксвилл).
- 1990: Сандтаннер Льюис (Флорида).
- 1991: Аристид Клейтон-младший.
- 1992: Крис Гамильтон (Техас).
- 1993: Терранс Чарчуэлл (Ноксвилл).
- 1994: Эррид Кальдера (Кливленд).
- 1995: Хорхе Муньос (Техас).
- 1996: Бальдо Рамирес (Колорадо—Нью-Мексико).
- 1997: Эваристо Родригес (Чикаго).
- 1998: Альфредо Торрес (Техас).
- 1999: Аарон Гарсия[англ.] (Калифорния).
- 2000: Хосе Ангинига (Калифорния).
- 2001: Рашим Джефферсон (Пенсильвания).
- 2002: Рашим Джефферсон (Пенсильвания).
- 2003: Серхио Рамос (Калифорния).
- 2004: Торренс Дэниелс (Колорадо—Нью-Мексико).
- 2005: Гэри Расселл-младший (Вашингтон).
- 2006: Эфрейн Эскивас (Калифорния).
- 2007: Ронни Риос[англ.] (Калифорния).
- 2008: Эрнесто Гарса (Мичиган).
- 2009: Джесси Магдалено (Невада).

### Полулёгкий вес
В 1928—1967 годах лимит составлял 126 фунтов (57 кг). В 1967—2009 годах — 125 фунтов (57 кг). В 2010—2019 годах — 123 фунта (56 кг). С 2021 года — 125 фунтов (57 кг).
- 1928: Джордж Рут (Чикаго).
- 1929: Барни Росс (Чикаго).
- 1930: Бенни Голдблатт (Чикаго).
- 1931: Дон Гонсалес (Кливленд).
- 1932: Джо Роман (Джолиет).
- 1933: Лео Родак[англ.] (Чикаго).
- 1934: Эл Неттлоу (Детройт).
- 1935: Энди Скривани (Чикаго).
- 1936: Тед Кара[англ.] (Кливленд).
- 1937: Уильям Джойс[англ.] (Индиана).
- 1938: Эдди Демпси (Дэвенпорт).
- 1939: Тони Анкона (Детройт).
- 1940: Роли Льюис (Манси).
- 1941: Джек Хейли (Канзас-Сити).
- 1942: Сэм Деррико (Кливленд).
- 1943: Тони Джаниро[англ.] (Кливленд).
- 1944: Майор Джонс (Канзас-Сити).
- 1945: Вирджил Франклин (Оклахома-Сити).
- 1946: Джек Дикер (Сент-Луис).
- 1947: Эдди Маротта (Кливленд).
- 1948: Фернандо Ривера (Канзас-Сити).
- 1949: Юджин Робнетт (Чикаго).
- 1950: Плес Гилмор[англ.] (Толедо).
- 1951: Кен Дэвис (Калифорния).
- 1952: Кен Дэвис (Калифорния).
- 1953: Джонни Батлер (Чикаго).
- 1954: Джо Чарльз (Калифорния).
- 1955: Гарри Смит (Айова).
- 1956: Лерой Джеффери (Канзас—Оклахома).
- 1957: Браун МакГи (Алабама).
- 1958: Фредди Морис (Чикаго).
- 1959: Дональд Эддингтон (Сент-Луис).
- 1960: Ник Спанакос (Калифорния).
- 1961: Джеймс Андерсон (Сент-Луис).
- 1962: Джордж Фостер[англ.] (Кливленд).
- 1963: Ник Петрекка (Чикаго).
- 1964: Маркус Андерсон (Кентукки).
- 1965: Маркус Андерсон (Кентукки).
- 1966: Ричард Гиллис (Канзас-Сити).
- 1967: Брукс Бёрд (Нью-Мексико).
- 1968: Лоренсо Трухильо (Техас).
- 1969: Джеймс Бускем[англ.] (Техас).
- 1970: Джеймс Бускем[англ.] (Техас).
- 1971: Луис Селф (Толедо).
- 1972: Луис Селф (Толедо).
- 1973: Морис Уоткинс (Техас).
- 1974: Уильям Берри (Нью-Джерси).
- 1975: Ронни Шилдс (Техас).
- 1976: Дэйв Армстронг[англ.] (Невада).
- 1977: Бернард Тейлор[англ.] (Ноксвилл).
- 1978: Бернард Тейлор[англ.] (Ноксвилл).
- 1979: Роланд Кули (Пенсильвания).
- 1980: Бернард Тейлор[англ.] (Ноксвилл).
- 1981: Родни Уоттс (Огайо).
- 1982: Шелтон ЛеБлан (Луизиана).
- 1983: Эндрю Минскер (Невада).
- 1984: Виктор Левайн (Индиана).
- 1985: Келси Бэнкс[англ.] (Теннесси).
- 1986: Уильям Литтл (Ноксвилл).
- 1987: Дональд Стоукс (Луизиана).
- 1988: Эд Хопсон[англ.] (Миссури).
- 1989: Оскар Де Ла Хойя (Калифорния).
- 1990: Фернандо Сепульведа (Невада).
- 1991: Фернандо Санчес (Невада).
- 1992: Майкл Кларк[англ.] (Западная Виргиния).
- 1993: Гильермо Морено (Калифорния).
- 1994: Оджи Санчес[англ.] (Невада).
- 1995: Фрэнки Кармона (Калифорния).
- 1996: Флойд Мейвезер-младший (Мичиган).
- 1997: Хосе Эрнандес[англ.] (Чикаго).
- 1998: Аарон Торрес[англ.] (Пенсильвания).
- 1999: Майкл Эванс[англ.] (Цинциннати).
- 2000: Тайрон Харрис (Мичиган).
- 2001: Аарон Гарсия[англ.] (Калифорния).
- 2002: Микки Бей-младший (Кливленд).
- 2003: Карни Боуман (Пенсильвания).
- 2004: Луи Дель Валье[англ.] (штат Нью-Йорк).
- 2005: Пренис Брюэр (Кливленд).
- 2006: Садам Али (Нью-Йоркская агломерация).
- 2007: Хилон Уильямс-младший (Техас).
- 2008: Кинан Смит (Пенсильвания).
- 2009: Роберт Родригес[англ.] (Колорадо—Нью-Мексико).
- 2010: Тока Кан-Клери (Новая Англия).
- 2011: Тремейн Уильямс[англ.] (Новая Англия).
- 2012: Джервонта Дэвис (Вашингтон).
- 2013: Гари Антонио Расселл (Вашингтон).
- 2014: Рубен Вилья[англ.] (Калифорния).
- 2015: Рубен Вилья[англ.] (Калифорния).
- 2016: Дюк Раган (Цинциннати).
- 2017: Аарон Моралес.
- 2018: Раймонд Форд[англ.] (Нью-Джерси).
- 2019: Аса Стивенс[англ.] (Гавайи).
- 2021: Герман Лопес (Техас).
- 2022: Раимиер Уокер (Буффало).
- 2023: Фрэнсис Стюарт (Кливленд).
- 2024: Джулиус Балло (Калифорния).

### Лёгкий вес
В 1928—1967 годах лимит составлял 135 фунтов (61 кг). В 1967—2019 годах — 132 фунта (60 кг). С 2021 года — 138 фунтов (62 кг). С 2023 года — 132 фунта (60 кг).
- 1928: Джо Кестиан (Чикаго).
- 1929: Рузвельт Хейнс (Чикаго).
- 1930: Чанси Крейн (Чикаго).
- 1931: Скотти Силвано (Чикаго).
- 1932: Генри Ротье (Дэвенпорт).
- 1933: Эдвард Уорд (Чикаго).
- 1934: Фрэнк Божак (Кливленд).
- 1935: Майк Гамайер (Кливленд).
- 1936: Пит Лелло (Индиана).
- 1937: Эдвард Козоле (Детройт).
- 1938: Джон Бенна (Индиана).
- 1939: Джон Плизант (Чикаго).
- 1940: Тони Анкона (Детройт).
- 1941: Томми Кэмпбелл (Иллинойс).
- 1942: Моррис Гарана (Техас).
- 1943: Чак Хантер (Кливленд).
- 1944: Бадди Хольдерфильд[англ.] (Теннесси).
- 1945: Бернард Пейдж (Чикаго).
- 1946: Хершел Актон (Канзас—Оклахома).
- 1947: Джон ЛаБруа (Индиана).
- 1948: Хершел Актон (Канзас—Оклахома).
- 1949: Гейл Атхаус (Айова).
- 1950: Джим Берроуз (Теннесси).
- 1951: Бобби Биккле (Канзас-Сити).
- 1952: Айзек Вон (Кливленд).
- 1953: Герб Миклс (Чикаго).
- 1954: Фил Хорсли (Индиана).
- 1955: Уилли Мортон (Канзас-Сити).
- 1956: Джо Шоу (Сент-Луис).
- 1957: Билли Браггс (Висконсин).
- 1958: Билли Коллинс.
- 1959: Фред Дэвис (Иллинойс).
- 1960: Брайан О'Ши[англ.] (Иллинойс).
- 1961: Томас О’Ши (Чикаго).
- 1962: Эдвард Эллис (Толедо).
- 1963: Перри Беннетт (Иллинойс).
- 1964: Хедгемон Льюис (Детройт).
- 1965: Фрэнк Андерсон (Канзас-Сити).
- 1966: Маркус Андерсон (Кентукки).
- 1967: Даниель Киенселан (Детройт).
- 1968: Ронни Харрис (Кливленд).
- 1969: Эдди Мюррей (Чикаго).
- 1970: Норман Гоинс (Индиана).
- 1971: Джеймс Бускем[англ.] (Техас).
- 1972: Джеймс Бускем[англ.] (Техас).
- 1973: Рэй Леонард (Вашингтон).
- 1974: Кёртис Харрис (Нью-Джерси).
- 1975: Аарон Прайор (Цинциннати).
- 1976: Аарон Прайор (Цинциннати).
- 1977: Самюэль Айяла (Техас).
- 1978: Дэйв Армстронг[англ.] (штат Вашингтон).
- 1979: Джонни Бумфус[англ.] (Ноксвилл).
- 1980: Мелвин Пол (Луизиана).
- 1981: Примо Рамос (Чикаго).
- 1982: Роберт Бёрд (Техас).
- 1983: Джесси Лопес-младший (Невада).
- 1984: Марвин Чемберс (Сент-Луис).
- 1985: Винсент Филлипс (Канзас).
- 1986: Лавелл Фингер (Сент-Луис).
- 1987: Скиппер Келп (Невада).
- 1988: Кевин Чайлдри (Скалистые горы).
- 1989: Тонга МакКлейн (Висконсин).
- 1990: Ламар Мёрфи (Флорида).
- 1991: Дези Форд (Кливленд).
- 1992: Дэнни Риос (Техас).
- 1993: Дэнни Риос (Техас).
- 1994: Сальвадор Джассо (Калифорния).
- 1995: Данте Крейг (Цинциннати).
- 1996: Дэвид Джексон[англ.] (штат Вашингтон).
- 1997: Кенито Дрейк (Детройт).
- 1998: Ламонт Пирсон[англ.] (Вашингтон).
- 1999: Маршалл Мартинес (Калифорния).
- 2000: Урбано Антильон[англ.] (Калифорния).
- 2001: Ламонт Питерсон (Вашингтон).
- 2002: Лоренсо Рейнольдс (Мичиган).
- 2003: Энтони Питерсон[англ.] (Вашингтон).
- 2004: Дэнни Уильямс (Сент-Луис).
- 2005: Майкл Эванс[англ.] (Цинциннати).
- 2006: Хесус Мендес III (Техас).
- 2007: Садам Али (штат Нью-Йорк).
- 2008: Майкл Перес (Нью-Джерси).
- 2009: Эрик ДеЛеон (Детройт).
- 2010: Эрик ДеЛеон (Детройт).
- 2011: Эрик ДеЛеон (Детройт).
- 2012: Альберт Белл (Толедо).
- 2013: Ламонт Роуч-младший[англ.] (Вашингтон).
- 2014: Малик Монтгомери (Ноксвилл).
- 2015: Теофимо Лопес (Флорида).
- 2016: Малик Монтгомери (Ноксвилл).
- 2017: Кейшон Дэвис (Виргиния).
- 2018: Доктресс Робинсон (Ноксвилл).
- 2019: Энджел Баррера (Чикаго).
- 2021: Вершон Ли (Чикаго).
- 2023: Тишон Денсон (Кливленд).
- 2024: Карлос Мартинес (Техас).

### Первый полусредний вес
В 1966—2003 годах лимит составлял 139 фунтов (63 кг). В 2003—2019 годах — 141 фунт (64 кг). С 2022 года — 139 фунтов (63 кг).
- 1966: Ларри Дрот (Калифорния).
- 1967: Уилли Ричардсон (Детройт).
- 1968: Гарольд Бил (Канзас-Сити).
- 1969: Эдвард Бофорд (Индиана).
- 1970: Ларри Бондс (Юта).
- 1971: Вили Джонсон (Цинциннати).
- 1972: Рэй Силс (штат Вашингтон).
- 1973: Ларри Бондс (Колорадо).
- 1974: Рэй Леонард (Мэриленд).
- 1975: Пол Шерри (Невада).
- 1976: Ронни Шилдс (Техас).
- 1977: Томас Хирнс (Детройт).
- 1978: Ронни Шилдс (Техас).
- 1979: Лемуэль Стиплс (Сент-Луис).
- 1980: Терри Силвер (Кентукки).
- 1981: Генри Хьюз (Кливленд).
- 1982: Тимми Рабон (Луизиана).
- 1983: Родерик Мур (Детройт).
- 1984: Тимми Рабон (Луизиана).
- 1985: Роберт Гай (Техас).
- 1986: Рой Джонс-младший (Флорида).
- 1987: Тодд Фостер[англ.] (Монтана).
- 1988: Скиппер Келп (Невада).
- 1989: Виктор МакКинниа (Колорадо—Нью-Мексико).
- 1990: Марк Льюис (Калифорния).
- 1991: Террон Миллетт (Сент-Луис).
- 1992: Роберт Фрейзер (штат Нью-Йорк).
- 1993: Дэвид Диас (Чикаго).
- 1994: Дэвид Диас (Чикаго).
- 1995: Демаркус Корли (Вашингтон).
- 1996: Дэвид Диас (Чикаго).
- 1997: Адан Рейес (Калифорния).
- 1998: Рикардо Уильямс-младший (Цинциннати).
- 1999: Деметриус Хопкинс[англ.] (Пенсильвания).
- 2000: Джесси Байерс (Ноксвилл).
- 2001: Чед Акино[англ.] (Канзас-Сити).
- 2002: Ларри Гонсалес[англ.] (Колорадо—Нью-Мексико).
- 2003: Лоренсо Рейнольдс (Мичиган).
- 2004: Джереми Брайан[англ.] (Ноксвилл).
- 2005: Джереми Брайан[англ.] (Ноксвилл).
- 2006: Брэд Соломон[англ.] (Ноксвилл).
- 2007: Брэд Соломон[англ.] (Ноксвилл).
- 2008: Дэниел О’Коннор[англ.] (Новая Англия).
- 2009: Хосе Бенавидес-младший (Невада).
- 2010: Гари Аллен Расселл III[англ.] (Вашингтон).
- 2011: Майкл Рид[англ.] (Вашингтон).
- 2012: Джордж Ринкон (Техас).
- 2013: Джулиан Родригес (Нью-Джерси).
- 2014: Гари Антуан Расселл[англ.] (Вашингтон).
- 2015: Джарон Эннис (Пенсильвания).
- 2016: Фрэнк Мартин (Индиана).
- 2017: Аадам Али (Нью-Джерси).
- 2018: Адриан Бентон (Цинциннати).
- 2019: Марсель Дэвидсон (Канзас-Сити).
- 2022: Кентрелл Русер (Детройт).
- 2023: Джонатан Мансур (Калифорния).
- 2024: Дастин Хименес (Буффало).

### Полусредний вес
В 1928—2003 годах лимит составлял 147 фунтов (67 кг). В 2003—2021 годах — 152 фунта (69 кг). С 2022 года — 147 фунтов (67 кг).
- 1928: Ник Фоско (Чикаго).
- 1929: Бад Хаммер (Чикаго).
- 1930: Карл Огрен (Чикаго).
- 1931: Джордж Кинан[англ.] (Чикаго).
- 1932: Джонни Фаган (Чикаго).
- 1933: Генри Ротье (Дэвенпорт).
- 1934: Дэнни Фаррар (Кливленд).
- 1935: Кинг Уайатт (Индиана).
- 1936: Честер Рутеки[англ.] (Чикаго).
- 1937: Верни Паттерсон (Чикаго).
- 1938: Джеймс О’Мейли (Чикаго).
- 1939: Милтон Джонс (Сент-Луис).
- 1940: Савиор Канадео (Чикаго).
- 1941: Гео. У. Хорн-младший (Кливленд).
- 1942: Боб Барнс (Индиана).
- 1943: Моррис Корона (Техас).
- 1944: Леви Солутали (Пеория).
- 1945: Хильберт Гарсия (Техас).
- 1946: Хулио Мелендес (Чикаго).
- 1947: Джонни Кио (Кливленд).
- 1948: Ричард Герреро (Чикаго).
- 1949: Ричард Герреро (Чикаго).
- 1950: Дик Андерсон (Кливленд).
- 1951: Уиллард Генри (Канзас-Сити).
- 1952: Хершел Актон (Калифорния).
- 1953: Ричард Уолл (Оклахома-Сити).
- 1954: Руди Сойер (Великие озёра).
- 1955: Джим Арчер (Канзас—Оклахома).
- 1956: Леон Брукс (Сент-Луис).
- 1957: Джо Шоу (Канзас-Сити).
- 1958: Дэйв Хольман (Толедо).
- 1959: Дон Сарджент (Миннесота).
- 1960: Фрэд Эрнандес (Небраска).
- 1961: Рой МакМиллиан (Толедо).
- 1962: Рори О’Ши (Чикаго).
- 1963: Уэйд Смит (Индиана).
- 1964: Дон Коббс (Сент-Луис).
- 1965: Дон Коббс (Сент-Луис).
- 1966: Хедгемон Льюис (Детройт).
- 1967: Пэт О’Коннор[англ.] (Миннесота).
- 1968: Ричард Роял (Северная Каролина).
- 1969: Дэвид Оропеса (Юта).
- 1970: Мелвин Деннис (Техас).
- 1971: Ларри Карлайл (Северная Каролина).
- 1972: Джесси Вальдес (Невада).
- 1973: Гарольд Бил (Канзас-Сити).
- 1974: Клинтон Джексон (Ноксвилл).
- 1975: Клинтон Джексон (Ноксвилл).
- 1976: Клинтон Джексон (Ноксвилл).
- 1977: Майк Маккаллум (Флорида).
- 1978: Джефф Студемир[англ.] (Кливленд).
- 1979: Майк Маккаллум (Ноксвилл).
- 1980: Дональд Карри (Техас).
- 1981: Мануэль Вальехо (Калифорния).
- 1982: Роман Джордж (Луизиана).
- 1983: Луис Ховард (Сент-Луис).
- 1984: Майлон Уоткинс[англ.] (Невада).
- 1985: Энтони Стивенс (Луизиана).
- 1986: Фрэнк Лайлс[англ.] (штат Нью-Йорк).
- 1987: Роджер Тёрнер (Мичиган).
- 1988: Рон Морган-младший (Кентукки).
- 1989: Джесси Лусеро (Ноксвилл).
- 1990: Джесси Брисено (Мичиган).
- 1991: Росс Томпсон (Флорида).
- 1992: Пеп Рейлли (Калифорния).
- 1993: Дэвид Рид (Пенсильвания).
- 1994: Орландо Холлис (Техас).
- 1995: Дэвид Палак (Детройт).
- 1996: Брендон Митчелл (Ноксвилл).
- 1997: Кори Келвин (Сент-Луис).
- 1998: Энтони Хэншоу[англ.] (Кливленд).
- 1999: Данте Крейг (Цинциннати).
- 2000: Энтони Томпсон[англ.] (Пенсильвания).
- 2001: Джеймс Парисон (Калифорния).
- 2002: Даррелл Ричардсон[англ.] (Кливленд).
- 2003: Андре Берто (Флорида).
- 2004: Дэниел Джейкобс (Нью-Йорк).
- 2005: Брэд Соломон[англ.].
- 2006: Деметриус Андраде (Новая Англия).
- 2007: Деметриус Андраде (Новая Англия).
- 2008: Стивен Мартинес (Нью-Йоркская агломерация).
- 2009: Эррол Спенс-младший (Техас).
- 2010: Дэвид Грейтон (Вашингтон).
- 2011: Артуро Трухильо (Пенсильвания).
- 2012: Алекс Мартин (Чикаго).
- 2013: Эриксон Лубин (Флорида).
- 2014: Самюэль Валентин (Флорида).
- 2015: Рашид Стивенс (Три штата).
- 2016: Брайан Себальо (Нью-Йоркская агломерация).
- 2017: Леон Лоусон (Мичиган).
- 2018: Решат Мати (Нью-Йоркская агломерация).
- 2019: Моррис Янг-младший (Мичиган).
- 2021: Джованни Маркес (Техас).
- 2022: Терренс Уильямс (Флорида).
- 2023: Адриан Саласар (Техас).
- 2024: Джасир Райли (Кливленд).

### Первый средний вес
С 1967 года лимит составляет 156 фунтов (71 кг).
- 1967: Джесси Вальдес (Техас).
- 1968: Уильям Билер (Кентукки).
- 1969: Моррис Джордан (Цинциннати).
- 1970: Уильям Билер (Кентукки).
- 1971: Сэмми НеСмит[англ.] (Индиана).
- 1972: Ламонт Лавледи (Айова).
- 1973: Дэйл Грант (штат Вашингтон).
- 1974: Майкл Спинкс (Сент-Луис).
- 1975: Рэй Филлипс (Техас).
- 1976: Дэн Карбен (Сент-Луис).
- 1977: Кёртис Паркер (Пенсильвания).
- 1978: Дональд Боуэрс (Теннесси).
- 1979: Джеймс Шулер[англ.] (Пенсильвания).
- 1980: Джеймс Шулер[англ.] (Пенсильвания).
- 1981: Альфред Мэйес (Сент-Луис).
- 1982: Сандерлин Уильямс (Кливленд).
- 1983: Фрэнк Тейт (Детройт).
- 1984: Рон Эссетт (Индиана).
- 1985: Майлон Уоткинс[англ.] (Невада).
- 1986: Майлон Уоткинс[англ.] (Невада).
- 1987: Рой Джонс-младший (Флорида).
- 1988: Рэй МакЭлрой (Калифорния).
- 1989: Марио Муньос.
- 1990: Равеа Спрингс (Цинциннати).
- 1991: Кевин Боннер (Невада).
- 1992: Лонни Брэдли[англ.] (Нью-Йорк).
- 1993: Дарнелл Уилсон[англ.] (Индиана).
- 1994: Майк Нанналли (Висконсин).
- 1995: Рэнди Карвер[англ.] (Канзас-Сити).
- 1996: Дуэйн Уильямс (Калифорния).
- 1997: Кливленд Кордер (Айдахо).
- 1998: Джермен Тейлор (Арканзас).
- 1999: Джермен Тейлор (Арканзас).
- 2000: Сечью Пауэлл[англ.].
- 2001: Андре Берто.
- 2002: Джесси Брисено.
- 2022: Куинси Уильямс.
- 2023: Аарон Уолдон (Индиана).
- 2024: Джирейр Томпсон (Детройт).

### Средний вес
В 1928—1967 годах лимит составлял 160 фунтов (73 кг). С 1967 года — 165 фунтов (75 кг).
- 1928: Чарльз Бенуа (Чикаго).
- 1929: Джонни Росс (Чикаго).
- 1930: Эдвард Стив (Чикаго).
- 1931: Фред Касерио (Чикаго).
- 1932: Чарльз Нейго (Чикаго).
- 1933: Фред Касерио (Чикаго).
- 1934: Билл Трист (Чикаго).
- 1935: Дэйв Кларк (Детройт).
- 1936: Милтон Шейверс (Детройт).
- 1937: Эл Уордлоу (Дейтон).
- 1938: Корнелиус Янг (Чикаго).
- 1939: Эззард Чарльз (Цинциннати).
- 1940: Джо Максим[англ.] (Кливленд).
- 1941: Чарльз Хейз (Детройт).
- 1942: Бренни МакКомби (Мичиган).
- 1943: Сэмсон Пауэлл (Кливленд).
- 1944: Коллинс Браун (Чикаго).
- 1945: Джон Гарсия (Лос-Анджелес).
- 1946: Стэнли Шейли (Чикаго).
- 1947: Ник Раньери (Чикаго).
- 1948: Элвин Уильямс (Оклахома-Сити).
- 1949: Джо Ледански (Чикаго).
- 1950: Джуниор Пэрри (Сент-Луис).
- 1951: Ричард Герреро (Чикаго).
- 1952: Карл Блэр (Великие озёра).
- 1953: Билл Тейт (Чикаго).
- 1954: Пол Райт (Чикаго).
- 1955: Джесси Боудри (Сент-Луис).
- 1956: Эдди Крук-младший (Алабама).
- 1957: Уолтер Тёрнер.
- 1958: Уилберт Макклюр (Толедо).
- 1959: Уилберт Макклюр (Толедо).
- 1960: Леотис Мартин[англ.] (Толедо).
- 1961: Джеймс Эллис (Кентукки).
- 1962: Гари Браун (Колорадо—Нью-Мексико).
- 1963: Билл Дуглас (Огайо).
- 1964: Роберт МакМиллан (Толедо).
- 1965: Альфред Джонс (Детройт).
- 1966: Джо Хопкинс (Солт-Лейк-Сити).
- 1967: Пол Бадхорст (Калифорния).
- 1968: Рой Дэйл (Цинциннати).
- 1969: Рузвельт Молден (Массачусетс).
- 1970: Ларри Вуд (Мичиган).
- 1971: Джерри Доббс (Ноксвилл).
- 1972: Марвин Джонсон (Индиана).
- 1973: Рой Холлис (Калифорния).
- 1974: Вонзелл Джонсон (Огайо).
- 1975: Том Салливан (Невада).
- 1976: Майкл Спинкс (Сент-Луис).
- 1977: Кит Брум (Ноксвилл).
- 1978: Уилфорд Сайпион (Техас).
- 1979: Антонио Айяла-младший[англ.] (Техас).
- 1980: Ламонт Киркленд (Небраска).
- 1981: Дональд Ли (Техас).
- 1982: Артель Лоухорн (Детройт).
- 1983: Арт Джиммерсон[англ.] (Сент-Луис).
- 1984: Вирджил Хилл (Миннесота).
- 1985: Уильям Гатри[англ.] (Сент-Луис).
- 1986: Паркер Уайт[англ.] (Калифорния).
- 1987: Фабиан Уильямс (Мичиган).
- 1988: Кит Провиденс (штат Нью-Йорк).
- 1989: Рэй Латон[англ.] (Сент-Луис).
- 1990: Фрэнк Вассар (Невада).
- 1991: Фрэнк Саванна (Нью-Джерси).
- 1992: Энтони Стюарт (Чикаго).
- 1993: Тарвис Симмс[англ.] (Новая Англия).
- 1994: Дана Рукер (Висконсин).
- 1995: Хосе Спирман (Цинциннати).
- 1996: Байрон Митчелл (Висконсин).
- 1997: Дана Рукер (Вашингтон).
- 1998: Джерсон Равело (Нью-Джерси).
- 1999: Артур Палак (Детройт).
- 2000: Эрик Келли (Висконсин).
- 2001: Альфред Кинси (Пенсильвания).
- 2002: Джейдон Кодрингтон (Новая Англия).
- 2003: Кларенс Джозеф (Колорадо—Нью-Мексико).
- 2004: Джо Грин[англ.] (Нью-Йорк).
- 2005: Дэниел Джейкобс (Нью-Йорк).
- 2006: Эдвин Родригес (Новая Англия).
- 2007: Шон Портер (Огайо).
- 2008: Денис Дуглин[англ.] (Нью-Джерси).
- 2009: Нейм Тербунджа[англ.] (Нью-Йоркская агломерация).
- 2010: Рональд Эллис (Новая Англия).
- 2011: Джесси Харт (Пенсильвания).
- 2012: Ди’Митриус Баллард (Вашингтон).
- 2013: Маркис Мур (Колорадо—Нью-Мексико).
- 2014: Маркис Мур (Колорадо—Нью-Мексико).
- 2015: Чарльз Конвелл[англ.] (Кливленд).
- 2016: Исайа Джонс (Детройт).
- 2017: Пойндекстер Найт (Пенсильвания).
- 2018: Кианте Ирвинг (Пенсильвания).
- 2019: Джозеф Хикс (Мичиган).
- 2021: Джордан Пантен (Гавайи).
- 2022: Донте Лейн (Нью-Мексико).
- 2023: Амир Андерсон (Буффало).
- 2024: Марко Ромеро (Канзас).

### Полутяжёлый вес
В 1928—1972 годах лимит составлял 175 фунтов (79 кг). В 1972—2021 годах — 178 фунтов (81 кг). С 2022 года — 176 фунтов (79 кг).
- 1928: Дэйв Майер (Чикаго).
- 1929: Эдвард Уиллс (Чикаго).
- 1930: Бак Эверетт (Индиана).
- 1931: Джек Кранц (Индиана).
- 1932: Вернон Миллер (Дэвенпорт).
- 1933: Макс Марек (Чикаго).
- 1934: Джо Луис (Детройт).
- 1935: Джо Бауэр (Кливленд).
- 1936: Карл Винцикерра[англ.] (Омаха).
- 1937: Герман Уэст (Иллинойс).
- 1938: Линто Герриери (Иллинойс).
- 1939: Джимми Ривз (Кливленд).
- 1940: Джеймс Ричи (Сент-Луис).
- 1941: Хеззи Уильямс (Чикаго).
- 1942: Том Аттра (Техас).
- 1943: Риди Эванс (Чикаго).
- 1944: Рэй Стенддифер (Кливленд).
- 1945: Том Аттра (Техас).
- 1946: Роберт Фоксворт (Сент-Луис).
- 1947: Дэн Буссерони (Висконсин).
- 1948: Бадди Тёрнер (Цинцинати).
- 1949: Уэсбари Баском (Сент-Луис).
- 1950: Джесси Браун (Толедо).
- 1951: Бобби Джексон (Кливленд).
- 1952: Эдди Джонс (Чикаго).
- 1953: Кэлвин Батлер (Кливленд).
- 1954: Орвиль Питтс (Чикаго).
- 1955: Эдди Дженкинс (Детройт).
- 1956: Джеймс Бойд (Алабама).
- 1957: Эрни Террелл (Чикаго).
- 1958: Кент Грин (Чикаго).
- 1959: Кассиус Клей (Кентукки).
- 1960: Джефф Дэвис (Теннесси).
- 1961: Чарльз Уильямс[англ.] (Сент-Луис).
- 1962: Билли Джоинер[англ.] (Цинциннати).
- 1963: Тед Гуллик (Кливленд).
- 1964: Харли Купер (Небраска).
- 1965: Ларри Чарлстон (Детройт).
- 1966: Джерри Пейт (Висконсин).
- 1967: Брэйди Бразелл (Калифорния).
- 1968: Лен Хатчинс (Детройт).
- 1969: Дэйв Мэтьюз (Кливленд).
- 1970: Фелтон Вуд (Мичиган).
- 1971: Марвин Джонсон (Индиана).
- 1972: Верби Гарланд (Толедо).
- 1973: Ди Си Баркер (Скалистые горы).
- 1974: Боб Стюарт (Массачусетс).
- 1975: Фрэнк Уильямс (Цинциннати).
- 1976: Рик Джестер (Детройт).
- 1977: Рик Джестер (Детройт).
- 1978: Чарльз Синглтон (Пенсильвания).
- 1979: Ли Рой Мёрфи (Чикаго).
- 1980: Стив Эден (Айова).
- 1981: Джонни Уильямс (Чикаго).
- 1982: Кит Вининг (Детройт).
- 1983: Рик Уомак[англ.] (Детройт).
- 1984: Эвандер Холифилд (Ноксвилл).
- 1985: Дональд Стивенс (Техас).
- 1986: Харви Ричардс (Иллинойс).
- 1987: Терри МакГрум[англ.] (Чикаго).
- 1988: Терри МакГрум[англ.] (Иллинойс).
- 1989: Терри МакГрум[англ.] (Иллинойс).
- 1990: Джереми Уильямс (Айова).
- 1991: Джереми Уильямс (Айова).
- 1992: Терри МакГрум[англ.] (Иллинойс).
- 1993: Бенджамин МакДауэлл (Ноксвилл).
- 1994: Антонио Тарвер (Флорида).
- 1995: Гленн Робинсон (Нью-Йорк).
- 1996: Тим Уильямсон (Пенсильвания).
- 1997: Би Джей Флорес (Канзас-Сити).
- 1998: Стив Каннингем (Вашингтон).
- 1999: Майкл Симмс-младший (Калифорния).
- 2000: Артур Палак (Детройт).
- 2001: Крис Арреола (Калифорния).
- 2002: Аллан Грин (Канзас—Оклахома).
- 2003: ДеАндре Аброн[англ.] (Колорадо—Нью-Мексико).
- 2004: ДеРи Крейн (Айова).
- 2005: Роммел Рене (Флорида).
- 2006: Ятомас Райли (Калифорния).
- 2007: Сиджу Шабазз (Колорадо—Нью-Мексико).
- 2008: Асеа Аугустама[англ.] (Флорида).
- 2009: Дорайан Энтони (Калифорния).
- 2010: Роберт Брант (Верхний Средний Запад).
- 2011: Калеб Плант (Ноксвилл).
- 2012: Джерри Одом[англ.] (Вашингтон).
- 2013: Стивен Нельсон (Колорадо—Нью-Мексико).
- 2014: Малькольм МакАллистер (Калифорния).
- 2015: Джозеф Джордж (Техас).
- 2016: Атиф Оберлтон (Пенсильвания).
- 2017: Абель Гонсалес (Флорида).
- 2018: Атиф Оберлтон (Пенсильвания).
- 2019: Орвилл Крукс (Нью-Йоркская агломерация).
- 2021: Абель Гонсалес (Флорида).
- 2022: Нашид Смит.
- 2023: Хулиан Дельгадо (Техас).
- 2024: Тирик Трапп (Нью-Джерси).

### Вес до 189 фунтов (до 85 кг)
С 2022 года.
- 2022: Стэнли Джонсон-младший (Техас).

### Тяжёлый вес
В 1928—1982 годах лимит отсутствовал. В 1982—1999 годах — 200 фунтов (91 кг). В 2000—2021 годах — 201 фунт (91 кг). С 2022 года — 203 фунта (92 кг).
- 1928: Уолтер Радке (Чикаго).
- 1929: Джордж Мейер (Чикаго).
- 1930: Грант Фортни (Чикаго).
- 1931: Джон Лонг (Индиана).
- 1932: Адам Смит (Иллинойс).
- 1933: Джон Песек (Чикаго).
- 1934: Отис Томас (Чикаго).
- 1935: Лоренцо Пек (Детройт).
- 1936: Пол Хартнек (Небраска).
- 1937: Пол Хартнек (Небраска).
- 1938: Дэн Меритт (Кливленд).
- 1939: Тони Новак (Канзас-Сити).
- 1940: Корнелиус Янг (Чикаго).
- 1941: Аллен Обри (Кливленд).
- 1942: Хьюберт Гуд (Чикаго).
- 1943: Уолтер Мур (Чикаго).
- 1944: Орланд Отт (Техас).
- 1945: Люк Байларк (Чикаго).
- 1946: Джо Фруччи (Индиана).
- 1947: Дик Хаган (Чикаго).
- 1948: Кларенс Генри[англ.]* (Калифорния).
- 1949: Дон Переко (Колорадо—Нью-Мексико).
- 1950: Эрл Саддат (Иллинойс).
- 1951: Эрнест Фанн (Кливленд).
- 1952: Эд Сандерс (Калифорния).
- 1953: Сонни Листон (Чикаго).
- 1954: Гарвин Сойер (Цинциннати).
- 1955: Эдди Като (Канзас-Сити).
- 1956: Соломон МакТиер (Алабама).
- 1957: Джо Хемпхилл (Иллинойс).
- 1958: Дэн Ходж (Канзас—Оклахома).
- 1959: Джимми Джонс (Чикаго).
- 1960: Кассиус Клей (Кентукки).
- 1961: Эл Дженкинс (Висконсин).
- 1962: Бенни Блэк (Чикаго).
- 1963: Харли Купер (Небраска).
- 1964: Уайс Уэстбрук (Цинциннати).
- 1965: Джерри Куарри[англ.] (Калифорния).
- 1966: Клей Ходжс (Калифорния).
- 1967: Клей Ходжс (Калифорния).
- 1968: Эл Уилсон (Северная Каролина).
- 1969: Уолтер Мур (Калифорния).
- 1970: Уильям Томпсон[англ.] (Чикаго).
- 1971: Рон Дрейпер (Канзас-Сити).
- 1972: Дуэйн Бобик (Миннесота).
- 1973: Джон Хадсон (Детройт).
- 1974: Эмори Чапман (Невада).
- 1975: Эмори Чапман (Невада).
- 1976: Майкл Доукс (Кливленд).
- 1977: Джимми Кларк (Пенсильвания).
- 1978: Грег Пэйдж (Кентукки).
- 1979: Марвис Фрейзер (Пенсильвания).
- 1980: Майкл Армс (Висконсин).
- 1981: Джо Томас (Пенсильвания).
- 1982: Эрл Льюис (Кливленд).
- 1983: Олайан Александер (Канзас—Оклахома).
- 1984: Майк Тайсон (Нью-Йорк).
- 1985: Джерри Гофф (Миссисипи).
- 1986: Орлин Норрис (Техас).
- 1987: Дэйв Шербрук (Миннесота).
- 1988: Дерек Исаман[англ.] (Западная Виргиния).
- 1989: Борис Пауэлл (Сент-Луис).
- 1990: Грег Саттингтон (Канзас-Сити).
- 1991: Мелвин Фостер (Вашингтон).
- 1992: Бобби Харрис.
- 1993: Фрес Окендо (Чикаго).
- 1994: Нейт Джонс (Чикаго).
- 1995: Нейт Джонс (Чикаго).
- 1996: Дэваррил Уильямсон (Колорадо—Нью-Мексико).
- 1997: Джеремайя Мохаммед (Средний Юг).
- 1998: Кэлвин Брок (Теннеси).
- 1999: Дэваррил Уильямсон (Колорадо—Нью-Мексико).
- 2000: Девин Варгас[англ.] (Толедо).
- 2001: Девин Варгас[англ.] (Толедо).
- 2002: Мэтт Годфри[англ.] (Новая Англия).
- 2003: Чарльз Эллис (Канзас-Сити).
- 2004: Чазз Уизерспун (Пенсильвания).
- 2005: Эрик Филдс[англ.] (Луизиана).
- 2006: Эрик Филдс[англ.] (Оклахома).
- 2007: Деонтей Уайлдер (Алабама).
- 2008: Крейг Льюис (Детройт).
- 2009: Джордан Шиммелл[англ.] (Мичиган).
- 2010: Стив Джеффрард (Флорида).
- 2011: Майкл Хантер-младший (Колорадо—Нью-Мексико).
- 2012: Джозеф Уильямс (Нью-Йоркская агломерация).
- 2013: Эрл Ньюман-младший (Нью-Йоркская агломерация).
- 2014: ДеРи Крейн (Колорадо—Нью-Мексико).
- 2015: Майкл Хилтон (Нью-Джерси).
- 2016: Сардиус Симмонс (Мичиган).
- 2017: Кам Авесом[англ.] (Канзас-Сити).
- 2018: Дариус Фулгам (Техас).
- 2019: Дэн Тати-Макайя (Техас).
- 2021: Джхори Гибсон (Техас).
- 2022: Элайджа Акана (Гавайи).
- 2023: Малачи Джордж (Нью-Джерси).
- 2024: Айзейя Олугбеми.

### Супертяжёлый вес
В 1982—1999 годах лимит составлял свыше 200 фунтов (91 кг). В 2000—2021 годах — свыше 201 фунта (91 кг). С 2022 года — свыше 203 фунтов (92 кг).
- 1982: Уоррен Томпсон (Вашингтон).
- 1983: Крейг Пейн (Детройт).
- 1984: Майк Уильямс[англ.] (Луизиана).
- 1985: Джеймс Притчард[англ.] (Кентукки).
- 1986: Тевин Джордж (Луизиана).
- 1987: Натаниель Фитч[англ.] (Ноксвилл).
- 1988: Кевин Форд[англ.] (Техас).
- 1989: Ларри Дональд (Цинциннати).
- 1990: Ларри Дональд (Цинциннати).
- 1991: Самсон Поуха (Скалистые горы).
- 1992: Элвин Менли[англ.].
- 1993: Лэнс Уитакер (Калифорния).
- 1994: Деррик Джефферсон (Детройт).
- 1995: Томми Мартин (Флорида).
- 1996: Элвин Менли[англ.] (Ноксвилл).
- 1997: Доминик Гуинн (Средний Юг).
- 1998: Тес Акенг.
- 1999: Доминик Гуинн (Средний Юг).
- 2000: Стив Вукоса (Новая Англия).
- 2001: Лонни Саид (Чикаго).
- 2002: Малькольм Танн[англ.] (Флорида).
- 2003: Трэвис Уокер (Флорида).
- 2004: Рафаэль Батлер[англ.] (Верхний Средний Запад).
- 2005: Грегори Корбин (Техас).
- 2006: Феликс Стюарт (Огайо).
- 2007: Натаниель Джеймс (Массачусетс).
- 2008: Тор Хеймер (Нью-Йоркская агломерация).
- 2009: Ленрой Томпсон[англ.] (Канзас-Сити).
- 2010: Роберто Морбан (Нью-Йоркская агломерация).
- 2011: Ленрой Томпсон[англ.] (Канзас-Сити).
- 2012: Эндрю Коулман (Цинциннати).
- 2013: Кам Авесом[англ.] (Канзас-Сити).
- 2014: Джермейн Франклин (Мичиган).
- 2015: Дармани Рок (Пенсильвания).
- 2016: Маркус Картер (Детройт).
- 2017: Ричард Торрес (Калифорния).
- 2018: Рони Хайнс (Кливленд).
- 2019: Антонио Мирелес (Айова).
- 2021: Скайлар Лейси (Индиана).
- 2022: Эрик Росс (Чикаго).
- 2023: Эрик Росс (Чикаго).
- 2024: Гилберт Кабамба (Новая Англия).